# Horjany

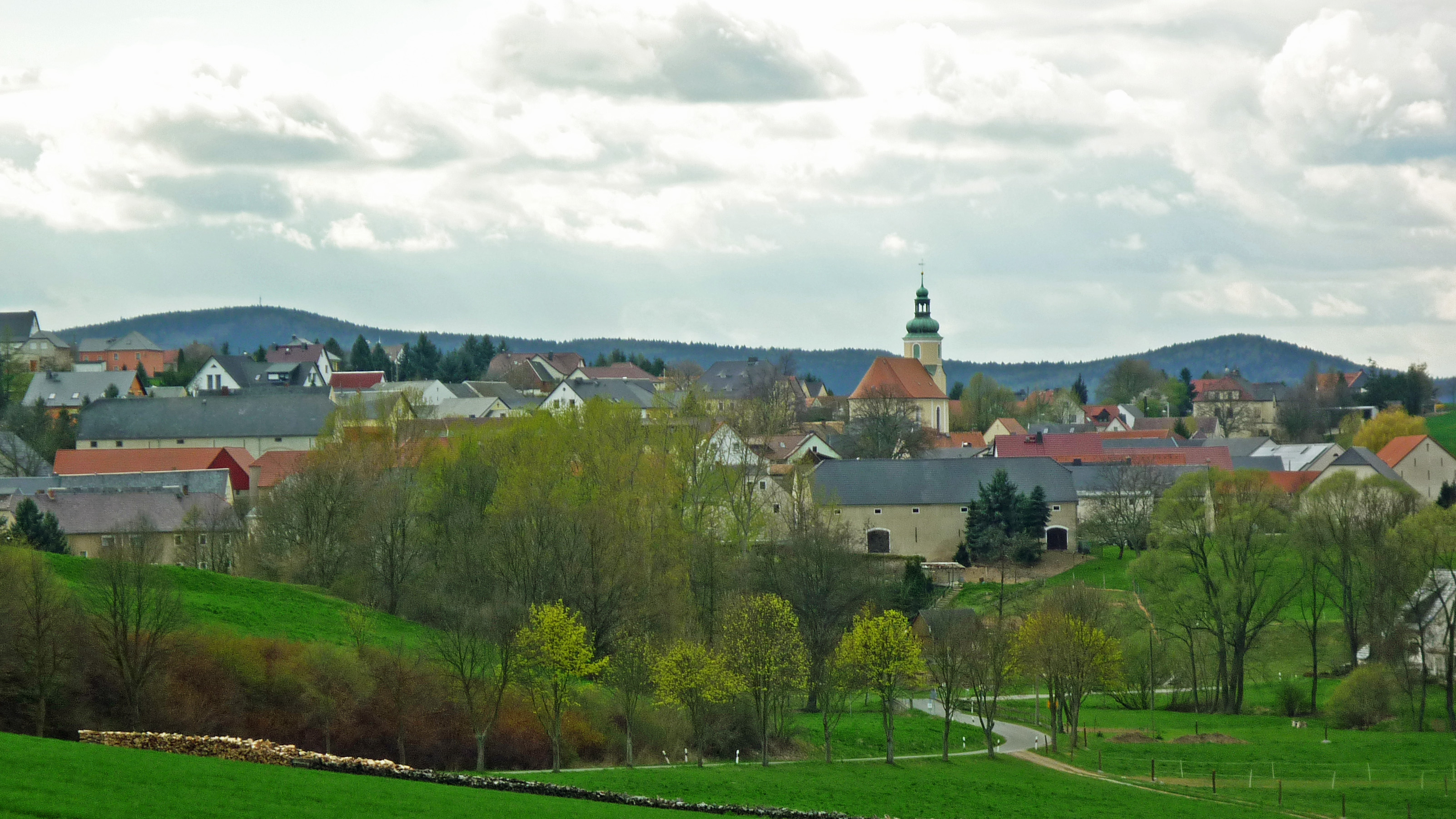
Krajina kolem Wotrowa

Horjany (německy Oberland, česky ve významu Horní země) je obecný název pro výše položenou, menší část bývalého panství kláštera Marienstern (Marijina hwězda) v Panschwitz-Kuckau (Pančicy-Kukow). Oblast se nachází ve střední části zemského okresu Budyšín na středním toku řeky Klosterwasser (Klóšterska woda) v Horní Lužici, jižně od navazujícího území Delany. Rozkládá se mezi Crostwitz (Chrósćicy) na východě, Ostrem (Wotrow) na jihu a Nebelschütz (Njebjelčicy) na západě a je součástí lužickosrbské oblasti osídlení. Centrem Horjan je Panschwitz s klášterem.
Na rozdíl od nížin kolem Ralbitz-Rosenthalu (Ralbicy-Róžant) a Wittichenau (Kulow) je zdejší pahorkatina bohatší na spraš, úrodnější půdy a má menší podíl lesních ploch. To z Horjan v minulosti činilo prosperující část klášterního panství. Krajina je navíc kopcovitá. Mezi Horjany a Delany panují sociokulturní a hospodářské rozdíly a také konkurence projevující se v příslovích a anekdotách.
Dalšími místy v Horjanech jsou Miltitz (Miłoćicy), Höflein (Wudwor) a katolické části obcí Puschwitz (Bóšicy) a Göda (Hodźij). Po reformaci mezi 16. a 19. stoletím byla všechna zmíněná sídla součástí panství kláštera Marienstern, a proto zůstala katolická.
Po Horjanech byla pojmenována i známá lužickosrbská dechovka.